# Château de Rochemaure
 (août 2011).
Si vous disposez d'ouvrages ou d'articles de référence ou si vous connaissez des sites web de qualité traitant du thème abordé ici, merci de compléter l'article en donnant les références utiles à sa vérifiabilité et en les liant à la section « Notes et références ».
Les ruines du château de Rochemaure se situent sur la commune de Rochemaure dans le département de l'Ardèche en région Auvergne-Rhône-Alpes.

## Localisation

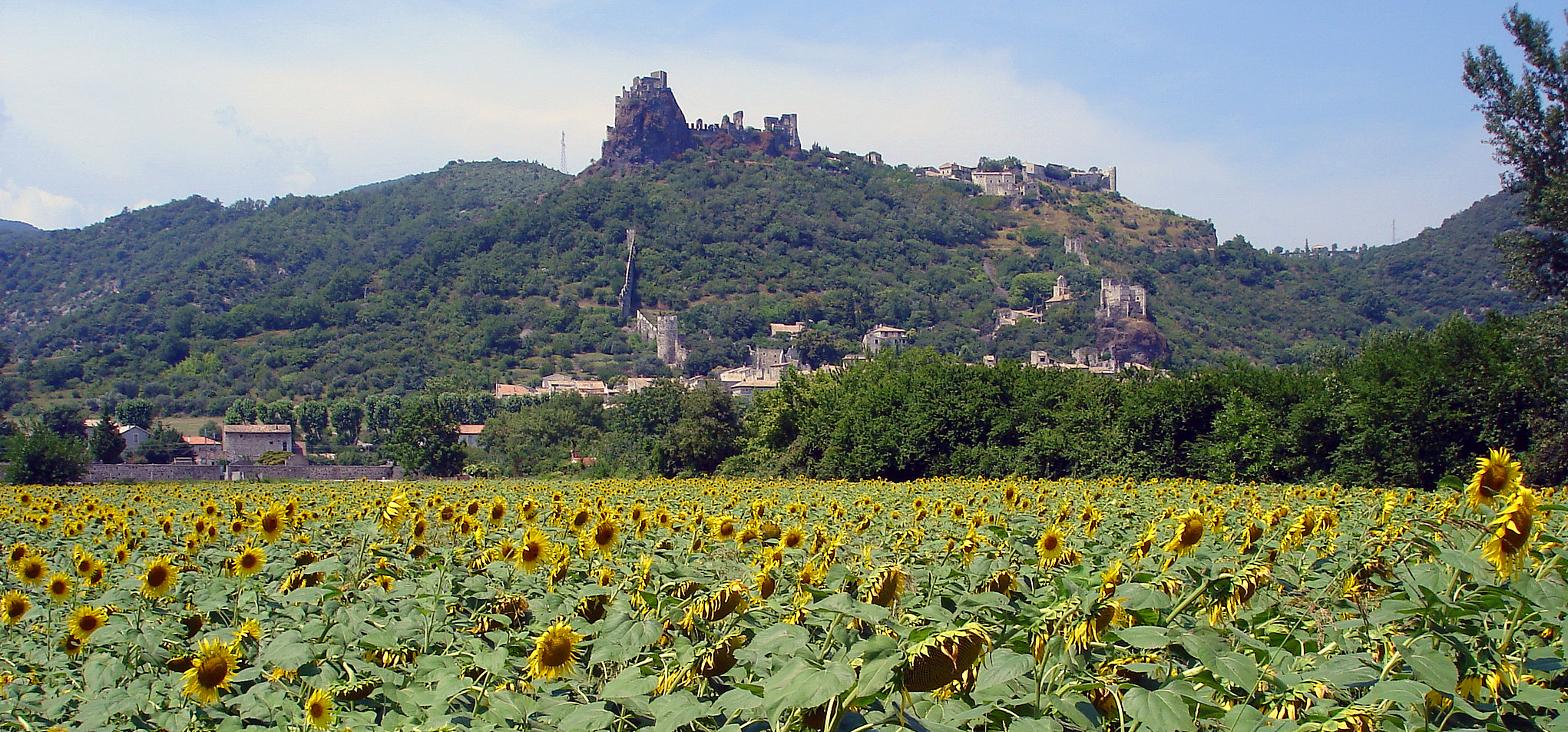
Panorama sur le château.

Le village se situe en bordure du Rhône, au pied du plateau du Coiron.
Les vestiges de l'ensemble castral de Rochemaure sont perchés sur un dyke dominant le Rhône et le village, entouré par la ceinture de remparts descendant la pente. On atteint le château par le Chemin du Château, en passant par le plus vieux quartier de Rochemaure, La Fare, entièrement restauré, et de nouveau habité.

## Historique
Le donjon est construit entre 1120 et 1140. La maison seigneuriale ainsi que les remparts ne datent que du XIIIe siècle.
Les propriétaires se succèdent : les Adhémar de Monteil, seigneurs de Rochemaure jusqu’en 1359, les Levis-Ventadour jusqu’en 1694, les Rohan-Soubise jusqu’en 1784, les Garnier des Hières jusqu’en 1912, les Massin de Miraval jusqu’en 1974, date à laquelle le château est cédé à la commune pour un franc symbolique.
En 1598, le nouveau gouverneur Jacques d'Hilaire préfère faire construire un nouveau château, le château de Joviac. Le château est alors abandonné en 1630. En 1730, le propriétaire, le prince Hercule de Rohan, vend la toiture pour couvrir une grange.
Le château, accompagné de ses deux murs d'enceinte et de la tour du Guast sont classés au titre des monuments historiques depuis le 22 mars 1924.

## Description
Le vieux bourg et le château formaient autrefois un castrum fortifié dont les remparts et les tours sont encore visibles.

### Le donjon
Le donjon de quarante mètres est constitué d’une tour carrée comme on les faisait au début du XIIe siècle, surmontée d’une tour pentagonale construite à la fin du même siècle. Il ne comportait pas d’ouverture au rez-de-chaussée ; on y pénétrait par une porte au premier étage. De nos jours un escalier intérieur permet d’atteindre la terrasse située au pied de la tour polygonale. Il est construit en moellons de basalte noir, seuls les chaînages d’angle sont en calcaire clair, car plus facile à tailler.

### Le logis seigneurial
Il ne reste que quelques rares pans de murs de la demeure des seigneurs du XIIIe siècle. L'un d'eux garde une fenêtre à meneaux.

### Les remparts et la tour du Guast

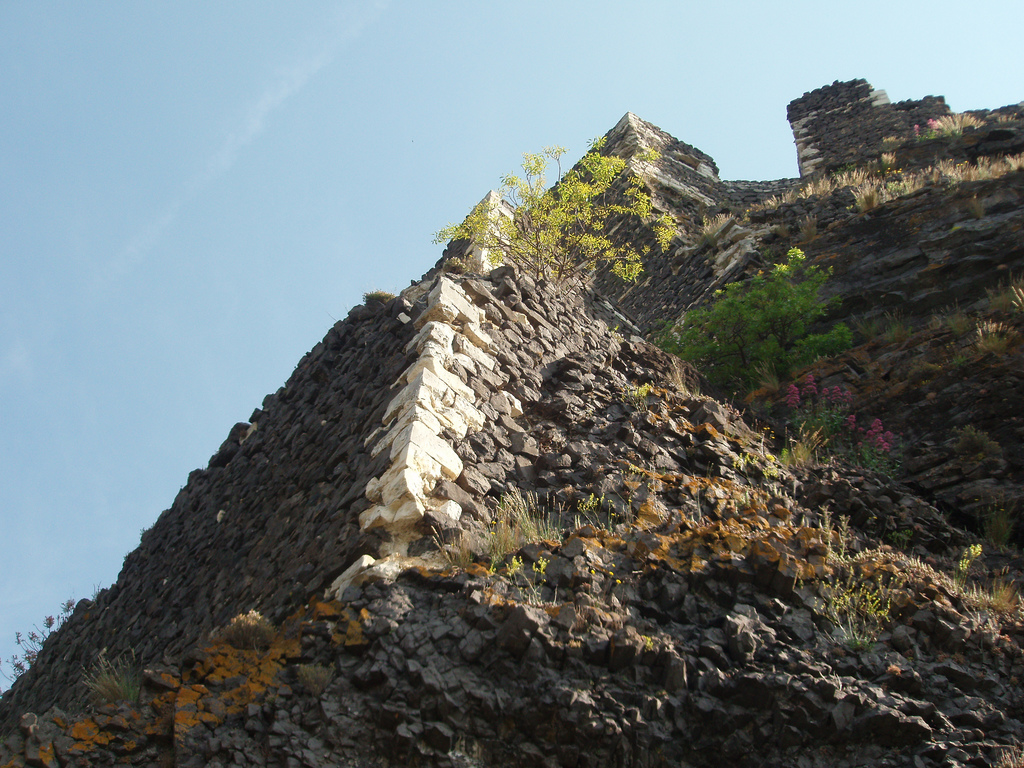
Détail d'un angle d'un mur.

L'enceinte crénelée part du château et descend dans la vallée.
La tour du Guast située à mi-hauteur du rempart crénelé descendant vers le village est la plus importante. Elle pourrait remonter au Xe siècle. Construite sur un dyke basaltique, elle constitue elle-même un second château, bien que moins important que le château principal. Sa position permettait un large contrôle du Rhône.